# 和麗女神噴泉
「和麗女神噴泉」，是設在澳門的飲用水噴泉，共2座。噴泉參照法國的公共飲用水設施，設計具文藝復興色彩。由澳門自來水股份有限公司送贈給澳門市民，居民及遊客可直接在噴泉取用潔淨的飲用水。和麗女神噴泉之名是譯自Wallance Fountain，乃因應澳門美麗的國際旅遊城市而定名。
澳門自來水股份有限公司送贈給澳門市民的首座「和麗女神噴泉」，於2004年7月23日由澳門特別行政區行政長官何厚鏵主持啟用儀式。此噴泉位於水坑尾嘉思欄花園內的八角亭圖書館旁，飲用水由自來水公司直接供應，確保能夠直接飲用，而且不會循環使用。
鑒於首座噴泉受到歡迎，澳門自來水股份有限公司再贈送第二座和麗女神噴泉。第二座噴泉於2005年3月22日由澳門特別行政區運輸工務司司長歐文龍主持啟用典禮，位於氹仔地堡街巴波沙總督前地。

## 歷史
澳門自來水公司一九八五年開始，已為本澳居民提供優質且符合歐洲國家飲用水標準的自來水，為了進一步讓本澳居民及遊客親身體驗本澳優良的水質，澳門自來水將捐贈多個設計造型富歐洲色彩的飲用噴泉，並名為和麗女神噴泉。首個噴泉坐落於水坑尾加思欄花園八角亭旁，噴泉於2004年7月16日正式啟用。除法國巴黎外，全球只有二十多個國家或城市安裝了「和麗女神噴泉」，而澳門更是繼日本東京後，成為亞洲第二個城市安裝此富歐洲色彩的噴泉。
第二座和麗女神噴泉位於氹仔地堡街，在2005年3月22日舉行啟用典禮暨世界水日紀念郵封加蓋郵戳儀式。澳門自來水執行董事韋輝賢表示，位於八角亭的澳門首座噴泉於2004年7月投入服務後大受歡迎，為了讓更多居民及遊客享用免費潔淨的飲用水，因此決定贈送第二座噴泉予澳門居民。噴泉的設立代表水公司為全澳市民供應符合歐盟飲用水衛生標準的決心，更希望居民及遊客在免費享用潔淨飲用水的同時，亦能欣賞到噴泉獨特優雅的歐陸式設計。噴泉起源於1872年，當時一位英國慈善家RichardWallace送贈了五十座飲用水噴泉予法國巴黎市，法國政府為了紀念這位捐贈者，便把該款飲用水噴泉命名為『WallaceFountain』，讀音有如中文的『和麗』，澳門的噴泉亦因此命名為和麗女神噴泉。

## 特色
「和麗女神噴泉」是一座富歐洲色彩的噴泉，噴泉由自來水公司捐贈，耗資約五十萬元興建，飲用水噴泉由英國慈善家Richard Wallace於1872年遊覽巴黎時引發的槪念，並邀請當時法國著名雕塑家Charlls設計，四位標誌著簡樸、祥和、慈善和善良的女神支撐著噴泉圓拱形頂部，可直接飲用的自來水從頂部中央源源不絕地流下，因澳門予人祥和美麗的感覺而將之命名。噴泉的啓用除希望進一步美化本澳的休憩場所外，亦是將澳門作為一個旅遊城市，美潔、健康的形象，展示給所有到過澳門的人士觀看。而為了配合有關設施之建成，民署亦於噴泉周圍進行美化重整工作，優化市民生活環境。由於飲用噴泉首次在澳登陸，噴泉直接由水廠供水管網提供，絕對符合歐洲國家直接飲用水衛生，而水公司每月均對泉水進行定期抽驗，並且會聯同民政總署定期展開抽檢化驗泉水的工作，以確保水質符合直接飲用的衛生標準。

## 圖片集

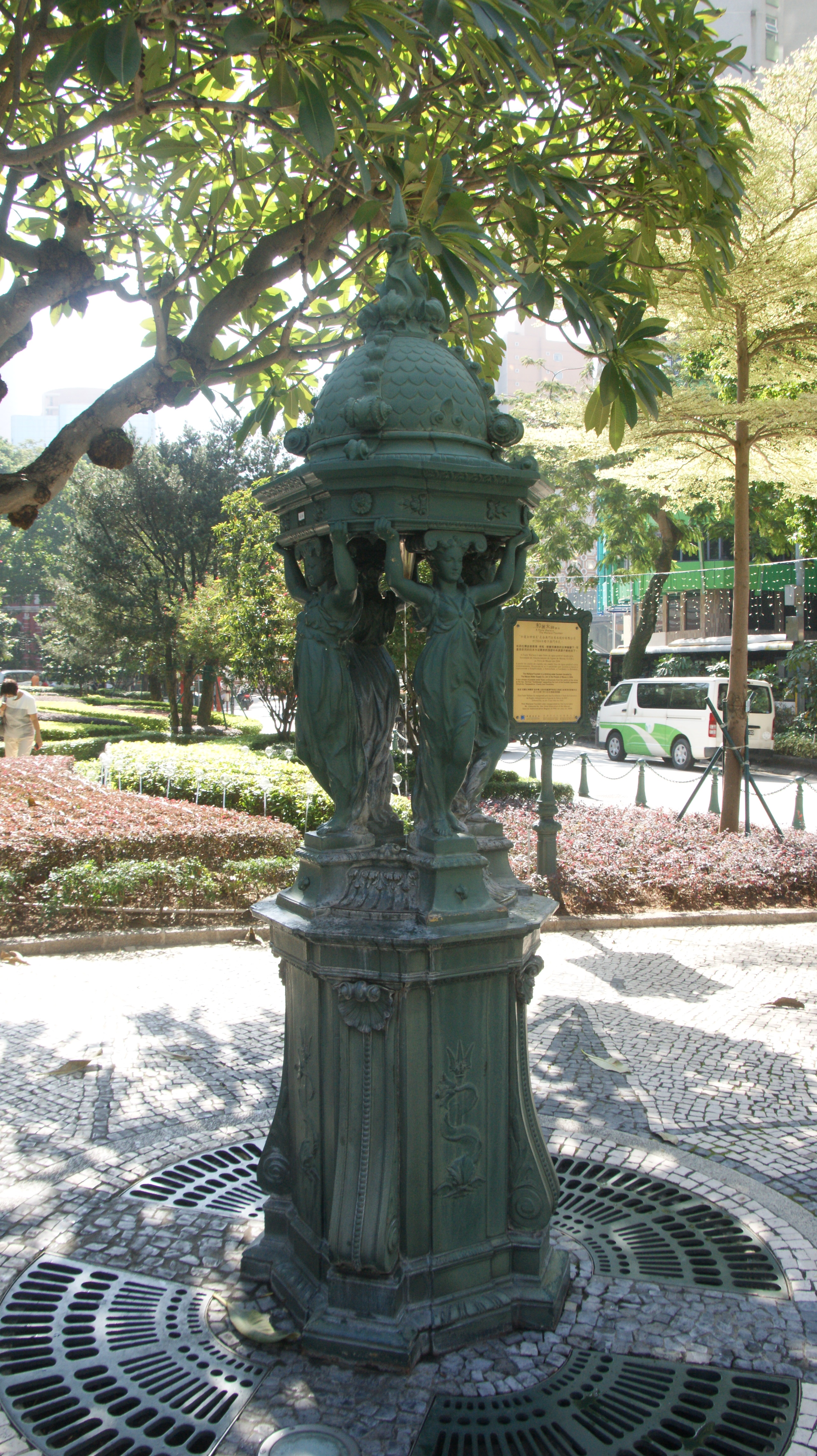
第一座和麗女神噴泉
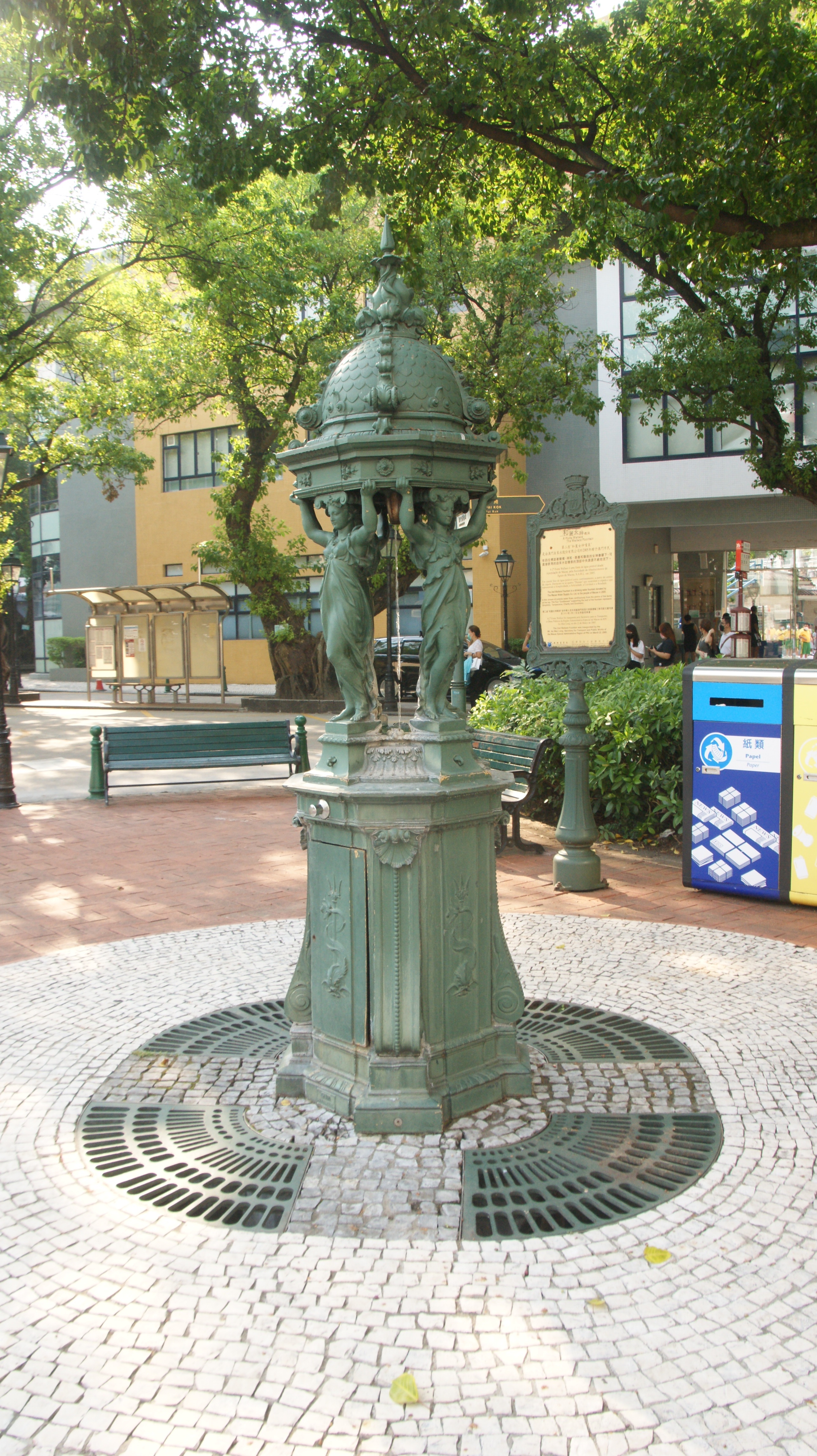
第二座和麗女神噴泉